# NGC 2989

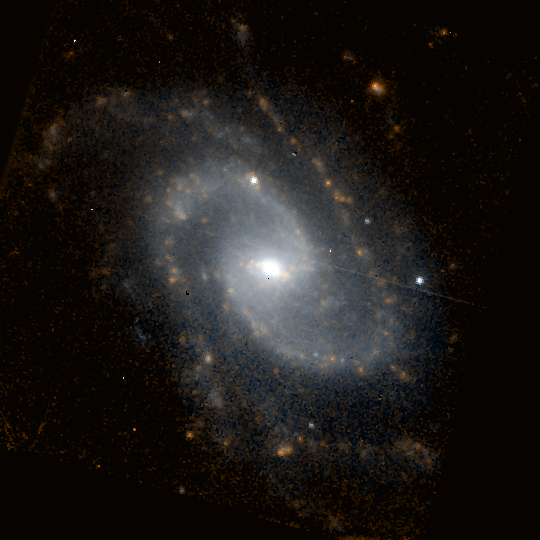
NGC 2989 par le télescope spatial Hubble.

NGC 2989 est une vaste galaxie spirale intermédiaire située dans la constellation de l'Hydre. NGC 2989 a été découverte par l'astronome britannique John Herschel en 1836.

## Caractéristiques
Sa vitesse par rapport au fond diffus cosmologique est de 4 480 ± 24 km/s, ce qui correspond à une distance de Hubble de 66,1 ± 4,6 Mpc (∼216 millions d'al).
À ce jour, 17 mesures non basées sur le décalage vers le rouge (redshift) donnent une distance de 52,876 ± 6,909 Mpc (∼172 millions d'al), ce qui est tout juste à l'extérieur des valeurs de la distance de Hubble. Notons cependant que c'est avec la valeur moyenne des mesures indépendantes, lorsqu'elles existent, que la base de données NASA/IPAC calcule le diamètre d'une galaxie et qu'en conséquence le diamètre de NGC 2989 pourrait être d'environ 57,7 kpc (∼188 000 al) si on utilisait la distance de Hubble pour le calculer.
La classe de luminosité de NGC 2989 est I-II et elle présente une large raie HI. Elle renferme également des régions d'hydrogène ionisé. De plus, c'est une galaxie à sursaut de formation d'étoiles.
Selon la base de données Simbad, NGC 2989 est une galaxie à noyau actif.

## Groupe de NGC 2989
NGC 2989 fait partie d'un petit groupe de trois galaxies. Les deux autres galaxies du groupe de NGC 2989 sont MCG -3-25-15 et MCG -3-25-21.